# 王门三派
王门三派，泛指学界对王阳明弟子和阳明学研究家的派别划分。大致分为主要的三派，但划分方法、划分根据、派别命名有不同之处。“王门”即指王守仁创立并流传后世的学术思想流派（大系）。

## 日本
日本当代儒学大师岡田武彥（1909年-2004年）系统研究了王阳明和阳明学，对王阳明之后的王学（王阳明“后学”）提出了“三派论”。岡田武彥的研究结果发表在他的著名著作《王陽明與明末儒學》（1970年东京首版）中。“三派”分别是：
- 左派現成派；
- 右派歸寂派；
- 正統派的修證派。

## 明末清初
明朝末年清朝初年的思想家黄宗羲（也是王阳明的同乡）系统研究了王学和明朝的各种儒学流派。黄宗羲在其学术史著作《明儒学案》（中国历史上首部严格意义的学术史著作）中，认为王学的三大派别是：
- 江右王门；
- 浙中王门；
- 江左王门。

黄宗羲的划分依据是地理分布、传承先后顺序、在世的学术思想影响大小。